# إسبلكنون جنوبي
سبلكنون جنوبي (الاسم العلمي:Splachnum australe) هو نوع من النباتات يتبع جنس السبلكنون من الفصيلة السبلكنونية.